# Максаков, Владимир Васильевич
Влади́мир Васи́льевич Максаков (27 июня (10 июля) 1886 года — 19 ноября 1964) — советский историк-архивист, один из создателей советского архивоведения, участник революционного движения в Российской империи. Кандидат исторических наук, заслуженный деятель науки РСФСР.

## Биография
Владимир Васильевич Максаков родился 27 июня 1886 г. в селе Можары Сапожковского уезда Рязанской губернии в семье учителя. Учился в Тамбовской духовной семинарии, но в 1901 г. был исключён за участие в ученических беспорядках. Поступив в Иркутскую духовную семинарию, примкнул к кружку РСДРП, после чего сосредоточился на революционной деятельности. Занимался распространением революционной литературы в Иркутске, Слюдянке и Черемхово. Трижды арестовывался (в 1905, 1906 и 1910 годах). Впоследствии был членом Общества бывших политкаторжан и ссыльнопоселенцев с членским билетом № 499.
В 1911 работал в Харбине, затем нелегально переехал в Одессу и поступил в Новороссийский университет. Занимался литературным трудом: работал в газете «Ясное утро» под редакцией В. В. Воровского, писал статьи в петербургские издания «Звезда» и «Правда».
В 1912 выехал в Москву и поступил на общественно-юридический факультет Московского Народного университета А. Л. Шанявского, который окончил в 1916 г.
После Октябрьской революции работал на многих должностях в советских руководящих, научных и образовательных учреждениях, связанных с изучением революционного движения. Зачастую, в источниках указаны различные периоды работы в том или ином учреждении.
В. В. Максаков был одним из составителей «Положения о Центральном архивном управлении РСФСР», уже в 1930-е годы выступил одним из инициаторов создания в стране специализированного научного института архивоведения, созданного уже после его смерти. В 1958 г. был одним из составителей «Положения о Государственном архивном фонде СССР» и «Положения об Архивном управлении РСФСР».
В. В. Максаков скончался 19 ноября 1964 года в Москве. Архивный фонд В. В. Максакова хранится в архиве Российской академии наук.

## Организационная и партийная работа
В 1912—1917 годах корректировал газету «Раннее утро»; в 1917—1918 годах сотрудничал в газете «Пролетарий».
В 1918 г. был назначен управляющим Московским историко-революционным архивом по рекомендации М. Н. Покровского; заведующий районным отделом образования Шацкого уезда Рязанской губернии.
В 1919—1920 гг. — уполномоченный Главного управления архивного дела РСФСР.
в 1920—1934 (1921—1934) гг. — управляющий Центрального архива Октябрьской революции, заместитель заведующего Центрального архивного управления СССР.
В 1922—1938 гг. — заместитель редактора журнала «Красный архив», редактор журнала «Архивное дело».
1928—1935 — член президиума Общества историков-марксистов.
С 1932 г. — член Комиссии по архивам Международного исторического комитета от СССР.
В 1934—1938 гг. — директор Библиотеки АН СССР.
В 1944—1946 гг. — начальник ЦГИА (Москва).
В 1950-е годы Максаков был членом редакционной коллегии журнала «Исторический архив», Археографической комиссии при Отделении исторических наук АН СССР, Московского филиала Географического общества СССР.

## Научная деятельность
1920—1926 (1921—1927) гг. — научный сотрудник, заместитель заведующего Истпарта ЦК РКП(б)-ВКП(б);
1923—1928 (1925—1928) гг. — научный сотрудник Института истории в Российской ассоциации научно-исследовательских институтов общественных наук;
1929—1930 (1928—1935) гг. — научный сотрудник Коммунистической Академии;
в 1938 г. В. В. Максакову было присвоено звание кандидата исторических наук (без защиты диссертации);
1941—1942 гг. — старший научный сотрудник ЦГАДА в период эвакуации в Саратов;
В 1957 г. — член-корреспондент Индийской архивной комиссии.

## Преподавательская деятельность
Преподавательскую деятельность В. В. Максаков начал в 1925 г. на факультете советского права I Московского государственного университета. В 1926 г. — доцент, с 1929 г. — профессор, в 1930—1931 гг. — заведующий кафедрой архивоведения историко-философского факультета МГУ;
в 1930—1933 гг. — доцент Коммунистического университета трудящихся Востока
С 1931 г. — доцент МГИАИ. В 1938—1960 (1938—1964) гг. — профессор, заведующий кафедрой истории и организации архивного дела МГИАИ.

## Основные труды
В. В. Максаков был членом комиссии по изданию дипломатических документов «Международные отношения в эпоху империализма».
В 1929 г. вышли в свет книги «Покушение Каракозова. Том I» и «Южно-русские рабочие союзы» под редакцией В. В. Максакова и В. И. Невского.
Редактор и составитель сборников:
- Лейтенант П. П. Шмидт: письма, воспоминания, документы. — М.,1922;
- Партизанское движение в Сибири. Том I. Приенисейский край. — М.: Государственное издательство, Центрархив, 1925;
- Карательные экспедиции в Сибири в 1905—1906 гг.: Документы и материалы. — М.; Л.: Государственное социально-экономическое издательство, 1932;
- Севастопольское вооруженное восстание в ноябре 1905 г.: Документы и материалы. — М., 1957 ;
- Установление советской власти в Мордовии: Документы и материалы. — Саранск, 1957;
- Вопросы архивоведения и археографии: сборник статей. — М., 1962.

К 1940 г. было подготовлено учебное пособие «История архивного дела в СССР» (на правах рукописи), в 1940—1941 годах — «Сборник материалов по истории архивного дела в СССР» (восемь выпусков), в 1957 г. — учебное пособие «Архивы и архивное дело в иностранных государствах», в 1959 г. — учебное пособие «Архивное дело в первые годы советской власти».
Последние работы Максакова вышли в свет уже после его смерти:
- Максаков В.В. Организация архивов КПСС (Учебное пособие) / Ред. Ю. Ф. Кононов. — М.: МГИАИ, 1968;
- Максаков В. В. История и организация архивного дела в СССР 1917—1945 гг. — М.: Наука, 1969[3].

## Награды
- 1944 г. — орден «Знак почёта»;
- 1945 г. — медаль «За доблестный труд в Великой Отечественной войне 1941—1945 гг.»;
- 1948 г. — медаль «В память 800-летия Москвы»;
- 1956 г. — орден Трудового Красного Знамени;
- 1962 г. — почётное звание «Заслуженный деятель науки РСФСР»[3].

## Семья
Жена — Шварцман Анна Борисовна, зубной врач.
Дочь Лидия (род. 1919) — доктор исторических наук, научный сотрудник Института истории СССР АН СССР, почетный доктор Международной ассоциации исследователей российского общества.